# Bistrica (Petrovac na Mlavi)
Pour les articles homonymes, voir Bistrica.
Bistrica (en serbe cyrillique : Бистрица) est un village de Serbie situé dans la municipalité de Petrovac na Mlavi, district de Braničevo. Au recensement de 2011, il comptait 582 habitants.

## Histoire
Une grande partie de Bistrica est inscrite sur la liste des entités spatiales historico-culturelles de grande importance de la république de Serbie, dont un moulin en bois (identifiants no PKIC 27 et SK 570),. Le village abrite un ensemble d'arbres anciens comme le « poirier Mihajlović », un mûrier près de l'école du village, le « jeune chêne Vasić » et le « vieux chêne Vasić ».

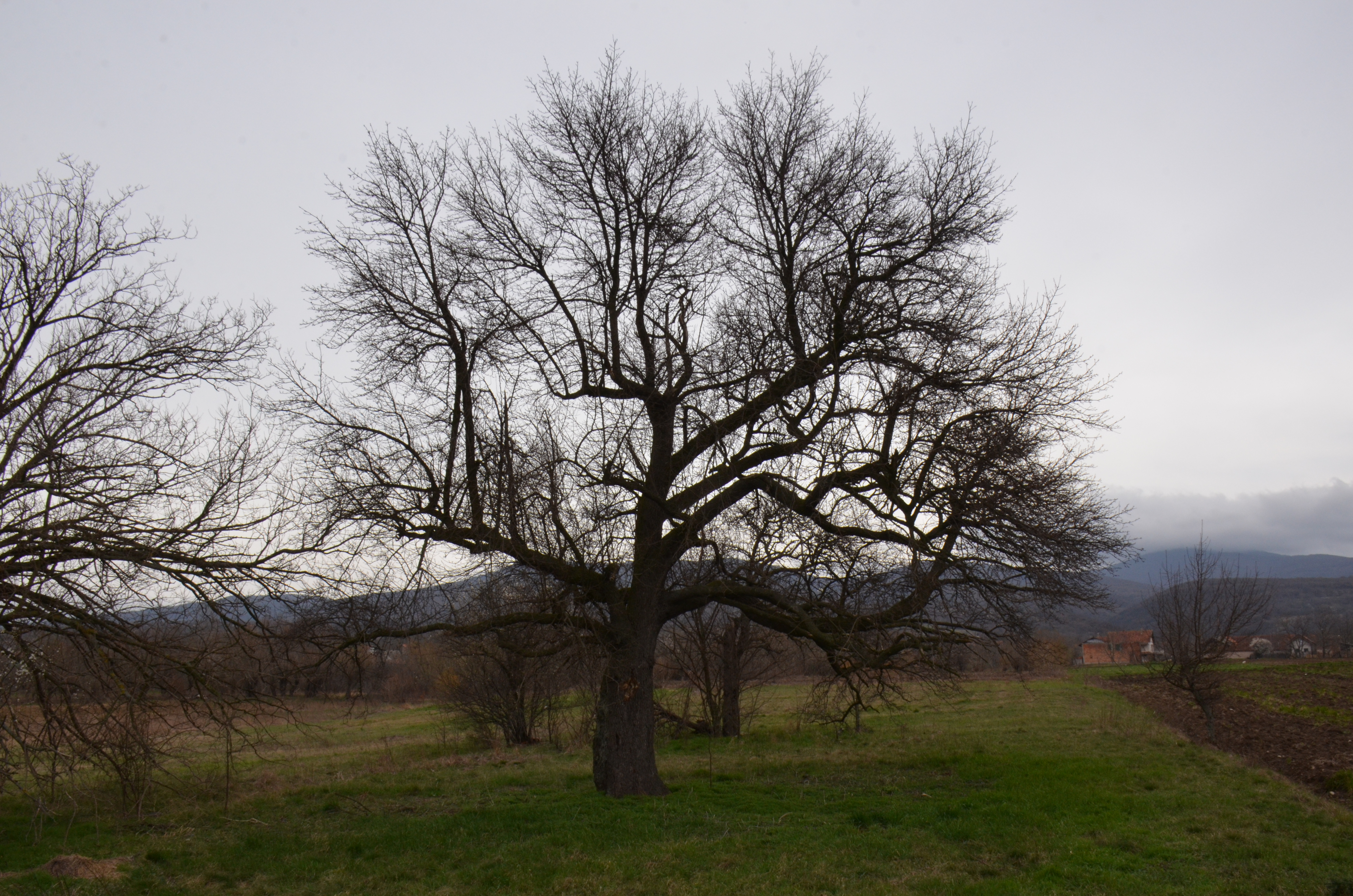
Le poirier Mihajlović
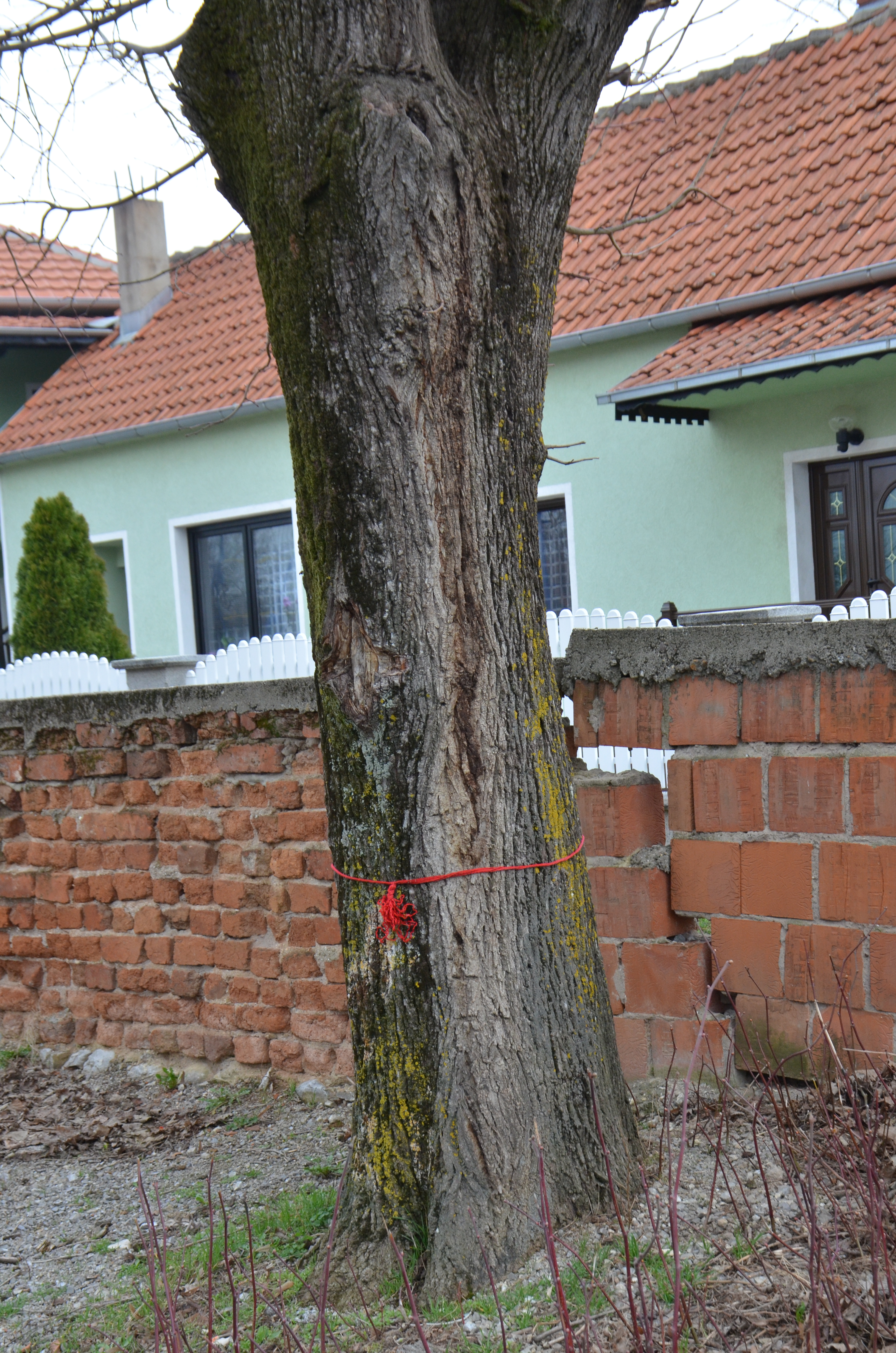
Le mûrier près de l'école
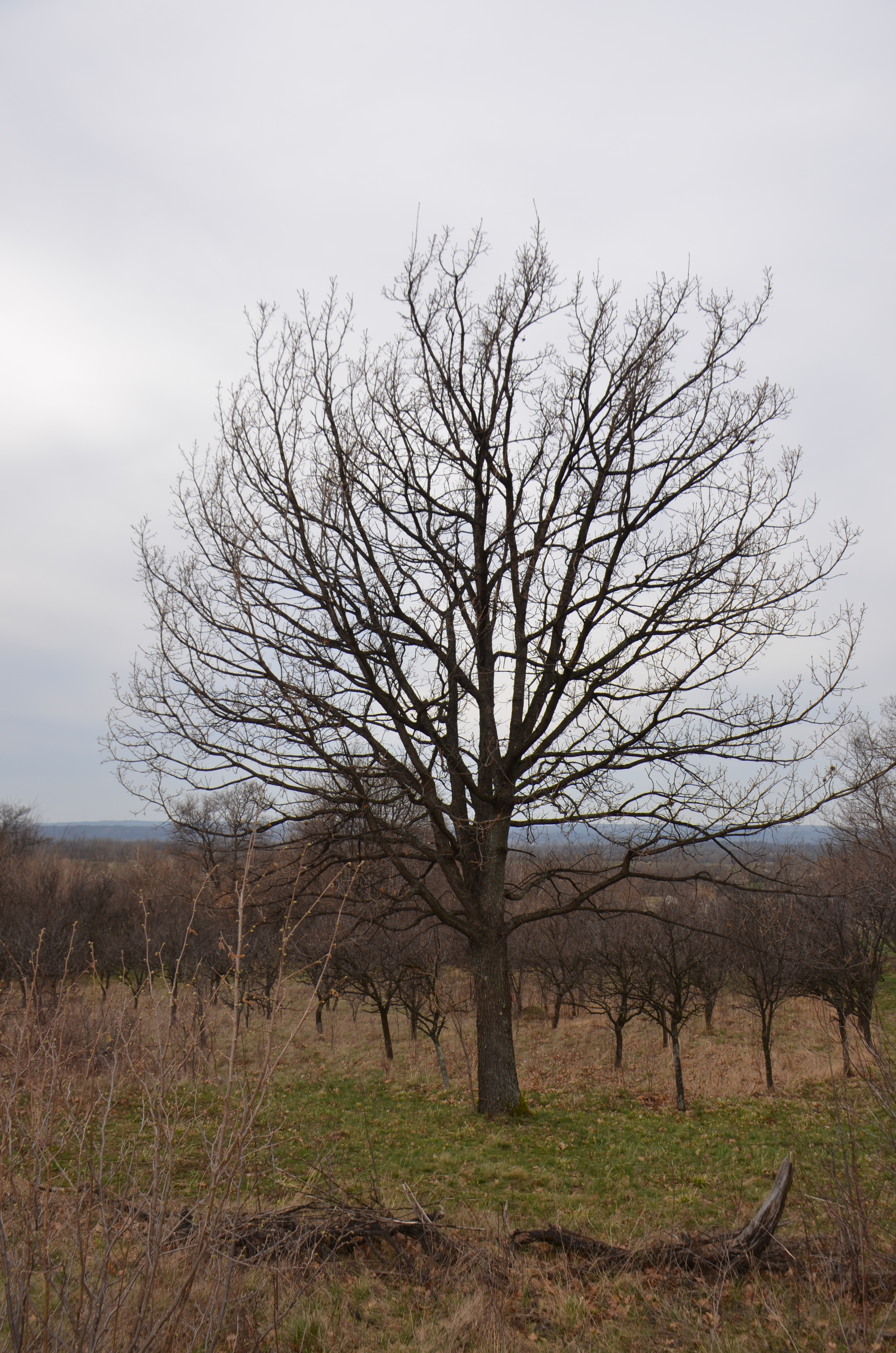
Le jeune chêne Vasić
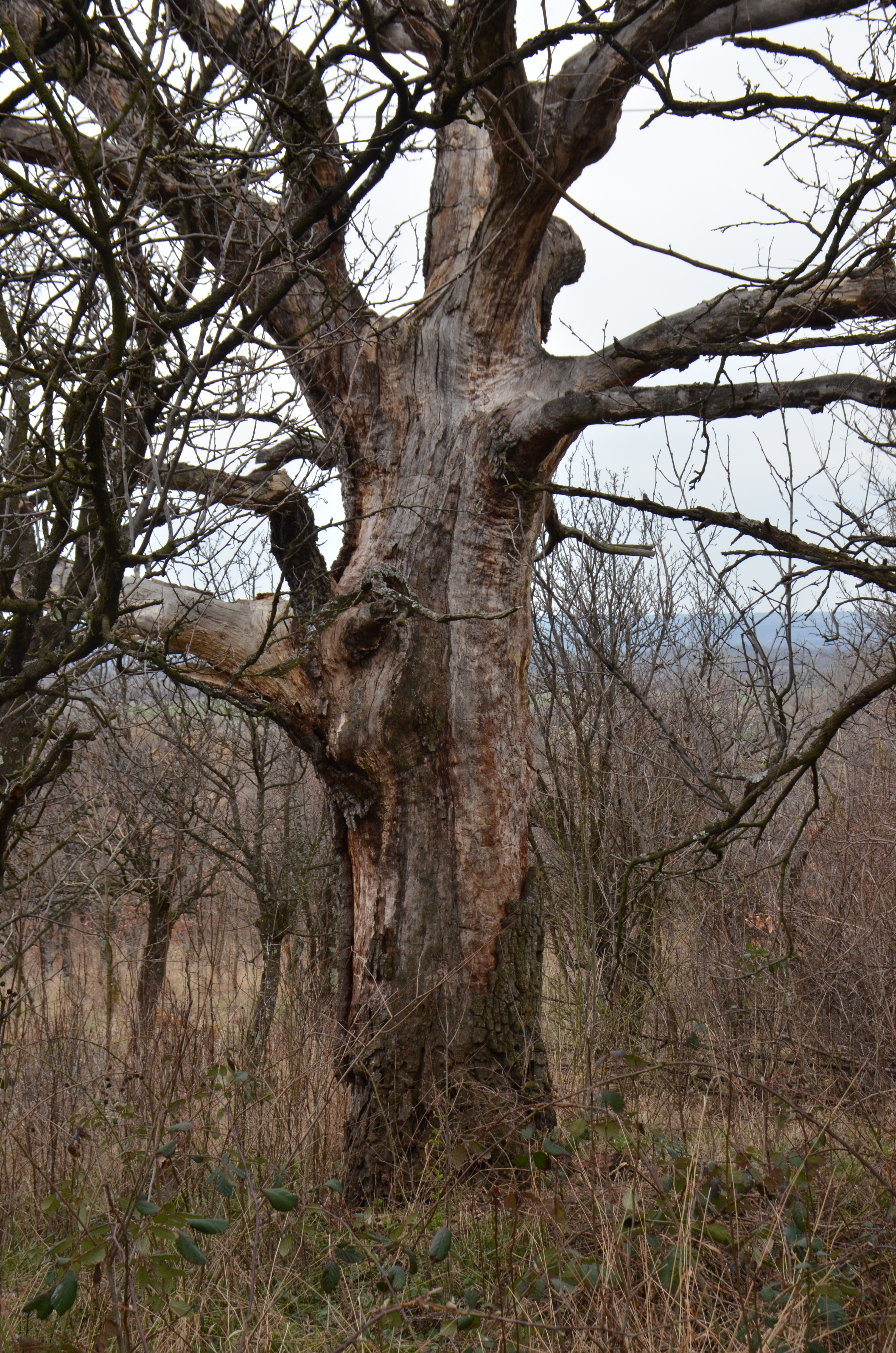
Le vieux chêne Vasić

## Démographie
| 1948  | 1953  | 1961  | 1971  | 1981  | 1991  | 2002 | 2011 |
| ----- | ----- | ----- | ----- | ----- | ----- | ---- | ---- |
| 1 211 | 1 255 | 1 224 | 1 131 | 1 071 | 1 013 | 828  | 582  |

|  |

## Personnalités liées
- Dragutin Tomašević (1890-1915), marathonien né à Bistrica.